# مارز هیل (کارولینای شمالی)
مارز هیل (به انگلیسی: Mars Hill) شهری در ایالت کارولینای شمالی کشور ایالات متحده آمریکا است که جمعیت آن در سرشماری سال ۲۰۱۰ میلادی، ۱٬۸۶۹ نفر بوده‌است.